# San Francisco (Quezon)
San Francisco è una municipalità di terza classe delle Filippine, situata nella Provincia di Quezon, nella regione di Calabarzon.
San Francisco è formata da 16 baranggay:
- Butanguiad
- Casay
- Cawayan I
- Cawayan II
- Don Juan Vercelos
- Huyon-Uyon
- Ibabang Tayuman
- Ilayang Tayuman
- Inabuan
- Mabuñga
- Nasalaan
- Pagsangahan
- Poblacion
- Pugon
- Santo Niño
- Silongin